# Zhang Ling
Zhang Ling (kinesiska: 张灵; pinyin: Zhāng Líng), född 27 februari 1997, är en kinesisk roddare.

## Karriär
Zhang tog guld tillsammans med Chen Yunxia, Lü Yang och Cui Xiaotong i scullerfyra vid olympiska sommarspelen 2020 i Tokyo.
I september 2022 vid VM i Račice tog Zhang guld tillsammans med Chen Yunxia, Lü Yang och Cui Xiaotong i scullerfyra. I september 2023 vid VM i Belgrad tog de brons tillsammans i scullerfyra.